# Warren Investimentos
A Warren Investimentos é uma corretora, gestora e administradora de títulos, valores mobiliários e câmbio fundada em março de 2017 em Porto Alegre. 
A empresa adota o modelo de remuneração fee-based, muito difundido nos países da Europa e nos Estados Unidos. Entre seus investidores estão os fundos de venture capital Ribbit, Kaszek Ventures, QED Investors e Quartz e o fundo soberano de Singapura, o GIC. A Warren possui escritórios em nove cidades brasileiras: Porto Alegre, Blumenau, Curitiba, Florianópolis, Itajaí, Jaraguá do Sul, Joinville, Rio de Janeiro e São Paulo. Há ainda uma unidade de operações em Miami e outra em Nova Iorque.

## História
Antes de fundar a Warren, os sócios-fundadores integraram o time da XP Investimentos. Um dos fundadores da XP, Marcelo Maisonnave também é sócio-investidor da Warren.
O primeiro protótipo da plataforma foi apresentado nos Estados Unidos em 2015 na Collision Conference, uma feira de empreendedorismo e startups. Foi eleito um dos 10 melhores projetos entre mais de 500 empresas concorrentes. O time de fundadores desembarcou no Brasil em 2016, em Porto Alegre. Após uma primeira rodada de testes, a empresa abriu as portas para todos os clientes em março de 2017.
Em agosto de 2022, a Warren anunciou a demissão lay-off de 7% de seu quadro de colaboradores, amarrando o fato com a crise vivida pelas startups no cenário mundial.

#### Rodadas de investimento
A Warren já participou de três rodadas de investimentos. Na primeira (Series A), a empresa captou R$ 25 milhões; A rodada foi liderada pela Ribbit, fundo de venture capital do Vale Silício. Os fundos Kaszek Ventures, Ribbit e Chromo Invest também aportaram.
Na segunda rodada (Series B), a Warren recebeu R$ 120 milhões de investimento, em uma iniciativa liderada pelo fundo de venture capital QED Investors. A rodada contou ainda com a participação dos fundos Kaszek Ventures, Ribbit e Chromo Invest, que já eram investidores desde a primeira rodada de investimentos, e MELI Fund, WPA e Quartz, que entraram para o time, junto com a QED.
A maior rodada de investimentos (Series C) foi de R$ 300 milhões. Quem liderou foi o fundo GIC, fundo soberano de Singapura e investidor global de longo prazo de empresas como Nubank, Sankhya, Hotmart e VR Benefícios. O novo aporte contou também com a participação dos fundos Ribbit, Chromo Invest, Kaszek, QED, Meli Fund (fundo de venture capital do Mercado Livre) e Quartz.
Houve, ainda, uma extensão da Series C, liderada pelo fundo Citi Ventures. A Warren tornou-se a segunda empresa brasileira no portfólio de corporate venture capital do Citi.

## Serviços e segmentação
A plataforma de investimentos da Warren trabalha com investimentos por objetivos, Bolsa e Home Broker, além de uma conta digital. Possui 20 fundos próprios de investimento, incluindo opções de renda fixa, renda variável, multimercados, previdência privada e cambiais. A empresa também possui uma frente voltada aos profissionais de investimentos autônomos chamada Warren Pro. Uma conta internacional, feita em parceria com a empresa Apex Fintech Solutions está em desenvolvimento.

## Fusões e aquisições
Em março de 2020, a Warren fundiu-se com a Patrimono, um escritório de investimentos com sede em Jaraguá do Sul. Em setembro de 2021, a Warren anuncia a aquisição da Renascença DTVM No mês seguinte, é feita uma fusão com a Vitra Capital, ingressando no mercado de Multi-Family Office.
Em 2022, a Warren realizou duas aquisições de empresas de tecnologia. A primeira empresa adquirida foi a catarinense Box TI, focada no desenvolvimento de projetos de alta complexidade. Pouco depois, anunciou a aquisição da equipe de tecnologia da gaúcha sim;paul.
Ainda em 2022, em março, a Warren adquire o consolidador de investimentos Meuportfolio. No mercado desde 2019, a Meuportfolio é pioneira na tecnologia de consolidação de investimentos.
Em janeiro de 2023, a Warren Renascença anuncia a contratação de Felipe Salto como economista-chefe.

## Marketing
Em junho de 2022, a Warren promoveu junto a Cervejaria Stannis o Warren Stannis Festival. O evento ocorreu em Guaramirim, em Santa Catarina, e reuniu artistas como Titãs, Ratos de Porão, Raimundos, Gabriel, o Pensador, Marina Sena, Alceu Valença e Duda Beat.